# Černíč (přírodní památka)
Černíč je přírodní památka u vsi Černíč v okrese Jihlava. Oblast spravuje Krajský úřad Kraje Vysočina. Důvodem ochrany je oblast Černíčského rybníka a jeho okolí výskytem ptáků a s velmi bohatou květenou.
Maloplošné zvláště chráněné území bylo vyhlášené v devadesátých letech 20. století se rozkládá v údolí na soutoku Moravské Dyje a Myslůvky, kde se nachází v nadmořské výšce 472–473 m průtočný Černíčský rybník. Chráněná oblast má rozlohu 23,66 ha, z toho plocha rybníka je 10 ha.
Z ptáků zde hnízdí například moták pochop (Circus aeruginosus), chřástal vodní (Rallus aquaticus) a slípka zelenonohá (Gallinula chloropus). Z obojživelníků a plazů se vyskytují například skokan zelený, skokan ostronosý, ropucha obecná, kuňka obecná a užovka obojková.
Z rostlin především zblochan vodní - Glyceria maxima (dominantní) a ostřice (Carex) nebo orobinec širokolistý (Typha latifolia). Na nezpevněných sedimentech roste rozpuk jizlivý (Cicuta virosa) a ďáblík bahenní (Calla palustris).
V rybníce postupně vyhynuly ohrožené a vzácné druhy vodních makrofyt - stulík malý (Nuphar pumila), plavín štítnatý (Nymphoides peltata) a leknín bělostný (Nymphaea candida), pro které byl v roce 1953 chráněným územím, vlivem eutrofizace a zanášení rybníka sedimenty na přelomu sedmdesátých a osmdesátých let 20. století. V roce 1985 se při povodni protrhla hráz a rybník se vypustil. Hráz byla provizorně opravena. V období kolem roku 2010 proběhla revitalizace rybníka a v letech 2017–2018 probíhala rekonstrukce rybníka. Byla opravena spodní výpusť, opěrné zdi, hráz. V rybníce byly vytvořeny v zadní části nové tůně a ptačí ostrov.
Rybník se využívá k extenzivnímu chovu ryb a jako sportovní rybářský revír.